# Oreadhonungsfågel
Oreadhonungsfågel (Meliphaga montana) är en fågel i familjen honungsfåglar inom ordningen tättingar.

## Utbredning och systematik
Oreadhonungsfågel delas in i två underarter med följande utbredning:
- M. m. montana – ön Batanta (i Västpapuanska öarna) samt från nordvästra till sydöstra Nya Guinea
- M. m. steini – ön Yapen (utanför Nya Guinea)

## Status
IUCN kategoriserar arten som livskraftig.